# Alexander von Benckendorff (diplomat)

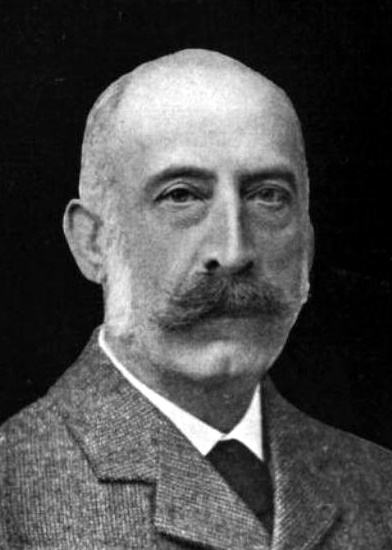
Alexander von Benckendorff.

Aleksandr Philipp Konstantin Ludwig von Benckendorff, född 1849, död den 11 januari 1917, var en rysk greve och diplomat. Han var son till Konstantin von Benckendorff (1817–1858).
Benckendorff blev 1869 attaché vid den ryska beskickningen i Italien, och var 1897-1903 extraordinarie envoyé i Köpenhamn. 1903-1917 var han ambassadör i London. Här verkade han, trots till en början under mycket ogynnsamma förhållanden, få till stånd ett närmande mellan Storbritannien och Ryssland. Det rysk-brittiska fördraget 1907 var till stor del hans verk. Flera av hans depescher är tryckta i Diplomatische Aktenstücke, utgivet av B. von Siebert (1921, ny upplaga 1926).